# Sobradinho (São Francisco)
Sobradinho, também conhecido por Vila de Dó, é um bairro de São Francisco (Minas Gerais), no norte do estado.

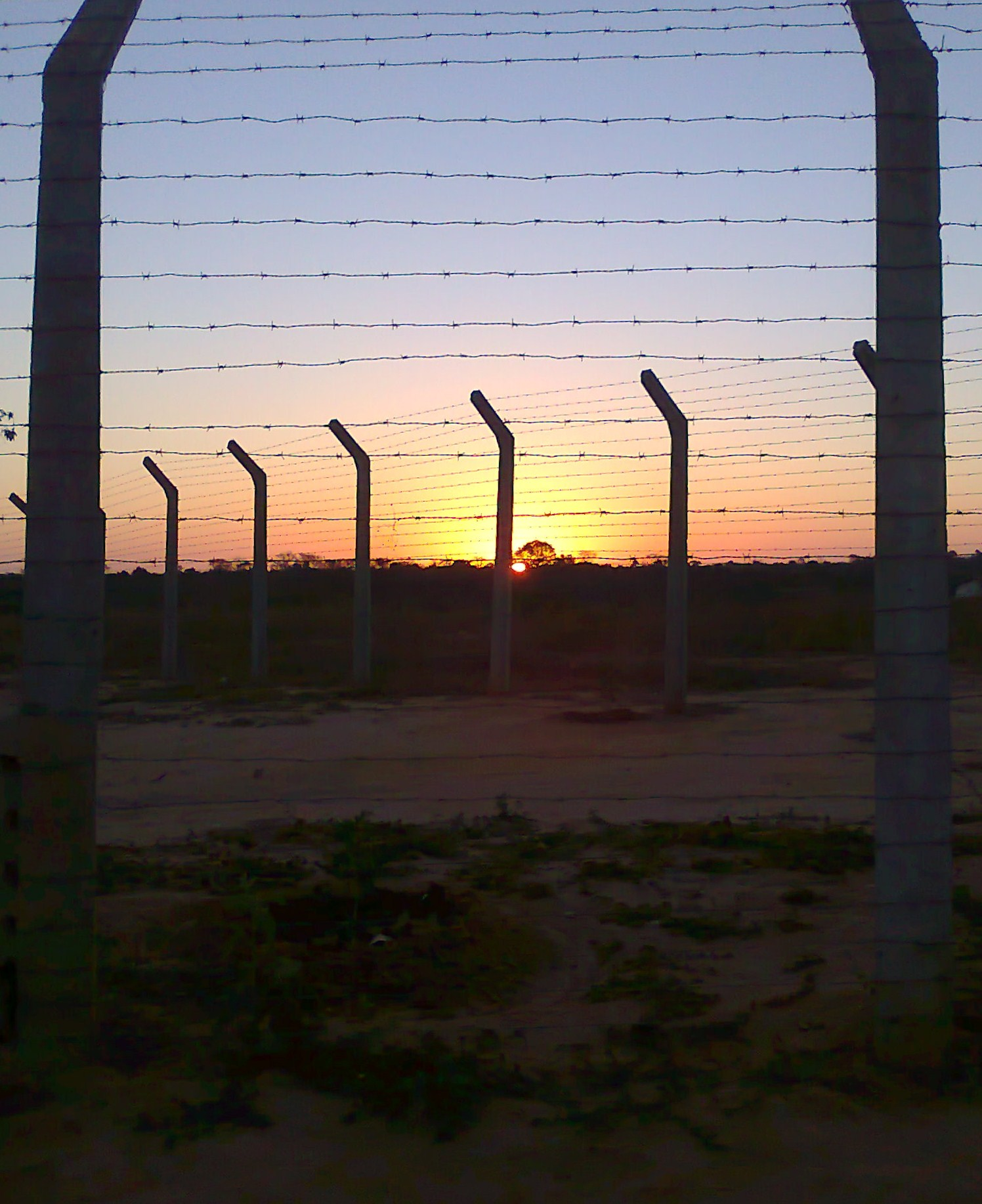
O nascer-do-sol no Bairro Sobradinho

## Origem
A região onde hoje se encontra o bairro pertencia a um fazendeiro local, muito famoso na cidade. Sua casa foi a primeira do lugar, e logo depois o local passou a ser povoado. O crescimento desordenado e a falta de planejamento são hoje os dois maiores dos muitos problemas do bairro, pois viabiliza outra série de outros problemas. 

## Características
O bairro é descontinuo da cidade, e possui características diferenciadas de qualquer outro bairro são franciscano. O bairro conta com 1 avenida, cerca de 14 ruas (1 e 1/2 são calçadas) 2 becos e 3 vielas. Conta com 4 templos religiosos, sendo 1 católico e 3 evangélicos; 1 supermercado, 3 mercearias, 5 bares, 1 escola primária, e 1 quadra poliesportiva. Divide uma horta comunitária com o Bairro São Luiz, e um posto de saúde (PSF) leva o nome do bairro, embora esteja a 1 km da primeira casa do bairro.

## Ruas
O nome das ruas do bairro seguem na maioria uma ordem alfabetica, embora comumente se encontre uma rua com mais de um nome; do lado esquerdo, que é onde se encontra a maior concentração de pessoas, estão a seguir as principais ruas, a partir da Igreja do bairro: Obs: Em parenteses (), nomes não oficiais, e em [] Nomes pela Copasa.
- (Rua da creche)
- R: A
- R: B [Rosas]
- R: C [Camelitas]
- R: D
- Beco: Ayrton Senna
- R: E [Girassois]
- R/BECO: F
- R: G/Urucuia
- R: Esmeraldas

E do lado Direito temos as seguintes:
- R: H
- R: Belo horizonte
- R: 2
- R: I

A principal rua do bairro, que serve para ligar o bairro à cidade e ainda como saída para outros povoados do município, leva os seguintes nomes.

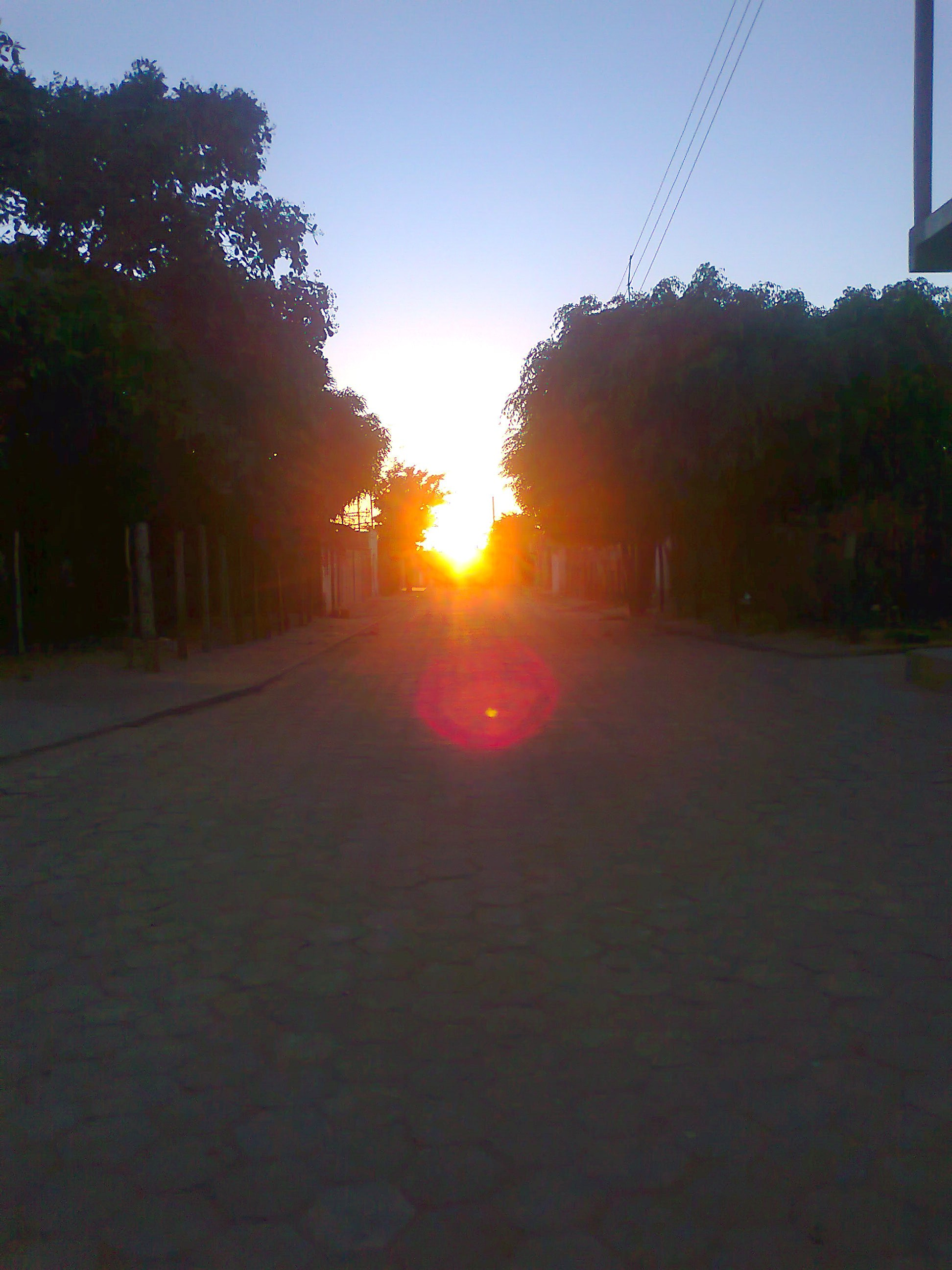
Nascer do sol em rua do bairro

- Rua Principal
- AV. Brasil

## Dados gerais
A maior movimentação no bairro se dá em períodos de Festas e manifestações religiosas sendo a maior destas a Festa de São Francisco de Assis, padroeiro do bairro; a festa acontece todo ano dia 4 de outubro, precedida por novena. As maiores instituições do bairro são a Associação Comunitária do Bairro Sobradinho, e a Pastoral da Criança, as duas com sede própria.

## Manifestações
Algumas manifestações do bairro são tradicionais e reconhecidas em toda a cidade; é o caso do Boi de Reis, Quadrilha junina, Danças de São Gonçalo e Folia de Reis; esta última é responsável por um dos mais ilustres nomes do bairro, Joaquim ‘Goiabeira’ –in memória- artesão conhecido por seus trabalhos de arte em madeira, na confecção de instrumentos musicais, reconhecido e homenageado em centros importantes do país.

## Atualidade
O bairro passa por um momento de transformação; É um dos bairros com maior proporção de crianças e em virtude disso foi construída uma creche que atende crianças de todos os bairros próximos. Também foi construída uma quadra poliesportiva em frente a creche.
- No mês de março de 2014 o tão esperado asfalto na Avenida Principal foi concluído e entregue pelo então prefeito Luis Rocha Neto, o que foi muito festejado pela população. Com isso o bairro passa a ter acesso totalmente pavimentado até o centro da cidade.